# Andrzej Melak
Andrzej Józef Melak (ur. 7 czerwca 1944 w Warszawie) – polski działacz społeczny i samorządowiec, prezes Komitetu Katyńskiego, poseł na Sejm VIII kadencji.

## Życiorys
Z wykształcenia technik ekonomista, w 1971 ukończył technikum ekonomiczne w Warszawie. W latach 1963–1982 zatrudniony w Centralnym Domu Towarowym oraz Domach Centrum w Warszawie. W okresie stanu wojennego podjął pracę jako taksówkarz. W 1989 założył wraz z bratem rodzinny zakład ślusarski.
W latach 70. i 80. współpracownik opozycji demokratycznej. 13 września 1979, wraz z braćmi Arkadiuszem, Sławomirem i Stefanem, był współzałożycielem Komitetu Katyńskiego (noszącego wówczas nazwę Konspiracyjny Komitet Katyński), stawiającego sobie za cel upamiętnienie ofiar zbrodni katyńskiej. 31 lipca 1981 współuczestniczył w ustawieniu Krzyża Katyńskiego na cmentarzu Wojskowym na Powązkach w Warszawie. Po śmierci brata w katastrofie smoleńskiej w 2010 zastąpił go na funkcji prezesa Komitetu Katyńskiego.
Zaangażował się w działalność Stowarzyszenia Rodzin Katyń 2010, wystąpił w filmach dokumentalnych W milczeniu, Lista pasażerów oraz Pogarda. Jest publicystą „Gazety Polskiej”.
W latach 1998–2002 był radnym gminy Warszawa-Wilanów wybranym z listy Akcji Wyborczej Solidarność. W wyborach w 2002 bez powodzenia ubiegał się o reelekcję z komitetu Wilanów Zielony. W wyborach samorządowych w 2010 uzyskał mandat radnego m.st. Warszawy, startując w okręgu nr 7 z 9. (ostatniej) pozycji na liście Prawa i Sprawiedliwości i zdobywając 6442 głosy. W wyborach parlamentarnych w 2011 kandydował do sejmu w okręgu warszawskim z 11. miejsca na liście Prawa i Sprawiedliwości (formalnie nie należąc do tej partii); otrzymał 3231 głosów i nie uzyskał mandatu. W 2014 z powodzeniem ubiegał się o reelekcję w wyborach do stołecznej rady miasta. W 2015 ponownie bezskutecznie kandydował z ramienia PiS do Sejmu, otrzymując 4417 głosów. W kwietniu 2016 objął jednak mandat poselski w miejsce zmarłego Artura Górskiego. W wyborach w 2019 nie uzyskał poselskiej reelekcji. W wyborach w 2023 ponownie był kandydatem PiS do Sejmu. W 2024 wystartował natomiast do Sejmiku Województwa Mazowieckiego, uzyskując mandat radnego VII kadencji. Wszedł w skład komitetu wspierającego kandydaturę Karola Nawrockiego na prezydenta RP w wyborach w 2025.

## Odznaczenia
W 2006 został odznaczony przez prezydenta Lecha Kaczyńskiego Krzyżem Oficerskim Orderu Odrodzenia Polski. W 2024 prezydent Andrzej Duda nadał mu Krzyż Komandorski tego orderu. W 2007 otrzymał Srebrny Medal „Zasłużony Kulturze Gloria Artis”. Nadano mu również Złoty Medal Reipublicae Memoriae Meritum.

## Życie prywatne
Andrzej Melak jest żonaty, ma córkę.